# Obra de arte

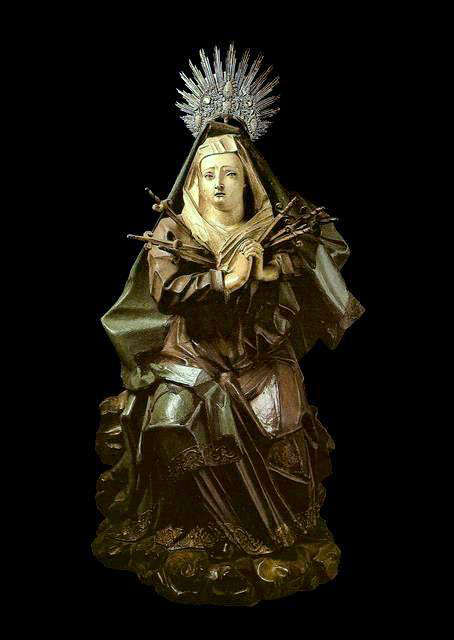
Nossa Senhora das Dores, Aleijadinho

Obra de arte, trabalho artístico ou somente obra, é uma obra criada ou avaliada por sua função artística ao invés de prática. Por função artística, se entende a representação de um símbolo, do belo. Apesar de não ter isso como principal objetivo, uma obra de arte pode ter utilidade prática.
Pode consistir num objeto, uma composição musical, arquitetura, pintura, um texto, uma apresentação, um filme, um programa de computador, dentre outros. Entretanto, o que é considerado uma obra de arte depende do contexto histórico e cultural, e do próprio significado de arte.
Uma obra de arte, por conseguinte, é um produto que transmite uma ideia ou uma expressão sensível. Trata-se da criação que projeta ou reflete a intenção de um artista.